# Antens station
Anten är en station på museijärnvägen Anten–Gräfsnäs Järnväg (AGJ). Tidigare var det en station vid Västergötland–Göteborgs Järnvägar (VGJ) på sträckan mellan Göteborg och Nossebro. Stationen var ursprungligen tänkt att ha namnet Ålanda efter den närliggande orten, men fick slutligen namn efter sjön Anten.